# Коув-Сіті (Північна Кароліна)
Коув-Сіті (англ. Cove City) — місто (англ. town) в США, в окрузі Крейвен штату Північна Кароліна. Населення — 378 осіб (2020).

## Географія
Коув-Сіті розташований за координатами 35°11′20″ пн. ш. 77°19′14″ зх. д. / 35.18889° пн. ш. 77.32056° зх. д. (35.188968, -77.320524).  За даними Бюро перепису населення США в 2010 році місто мало площу 1,65 км², уся площа — суходіл.

## Демографія
Згідно з переписом 2010 року, у місті мешкало 399 осіб у 170 домогосподарствах у складі 117 родин. Густота населення становила 242 особи/км².  Було 195 помешкань (118/км²).
Расовий склад населення:
| - 53,1 % — білих - 43,9 % — чорних або афроамериканців - 0,5 % — корінних американців - 1,0 % — осіб інших рас |

До двох чи більше рас належало 1,5 %. Частка іспаномовних становила 2,3 % від усіх жителів.
За віковим діапазоном населення розподілялося таким чином: 16,8 % — особи молодші 18 років, 61,1 % — особи у віці 18—64 років, 22,1 % — особи у віці 65 років та старші. Медіана віку мешканця становила 47,8 року. На 100 осіб жіночої статі у місті припадало 95,6 чоловіків;  на 100 жінок у віці від 18 років та старших — 91,9 чоловіків також старших 18 років.
Середній дохід на одне домашнє господарство  становив 48 732 долари США (медіана — 34 375), а середній дохід на одну сім'ю — 56 575 доларів (медіана — 42 000). Медіана доходів становила 40 000 доларів для чоловіків та 25 972 долари для жінок. За межею бідності перебувало 20,0 % осіб, у тому числі 31,6 % дітей у віці до 18 років та 12,8 % осіб у віці 65 років та старших.
Цивільне працевлаштоване населення становило 195 осіб. Основні галузі зайнятості: виробництво — 22,6 %, освіта, охорона здоров'я та соціальна допомога — 19,5 %, роздрібна торгівля — 15,4 %, мистецтво, розваги та відпочинок — 12,3 %.